# Бернет, Дитфрид
Дитфрид Бернет (нем. Dietfried Bernet; 14 мая 1940, Вена — 23 мая 2011, Хоэнэмс) — австрийский дирижёр.

## Биография
Учился у Ганса Сваровски и Димитриса Митропулоса, в 18-летнем возрасте дебютировал с концертом в Венской филармонии.
В 1962 году выиграл международный конкурс дирижёров в Ливерпуле.
В 1963 году дирижировал «Травиатой» Джузеппе Верди на оперном фестивале в Сполето (постановка Лукино Висконти), годом позже дебютировал в Венской народной опере, в 1966 году — в Венской государственной опере.
В 1974—1977 гг. генеральмузикдиректор Майнца. В 1995—2000 гг. главный приглашённый дирижёр Датской королевской оперы.
В 2005—2008 гг. возглавлял Тирольский симфонический оркестр. Как приглашённый дирижёр работал по всем миру.
В 2004 году по приглашению Владимира Федосеева выступил в Москве с Большим симфоническим оркестром имени П. И. Чайковского, исполнив симфонии Антона Брукнера и Пауля Хиндемита.
Совместно с Алешем Бржезиной перевёл на немецкий язык либретто оперы Богуслава Мартину «Джульетта». Опубликовал книгу «В пользу господина во фраке: Всё, что вы хотели знать о дирижировании» (нем. Argumente für den Herrn im Frack: Was Sie schon immer über das Dirigieren wissen wollten; 2008).
Австрийский почётный крест «За науку и искусство» 1 класса (2001).